# Rimodellamento delle vie aeree
Per rimodellamento delle vie aeree si intende quel complesso processo di alterazioni strutturali e infiammatorie delle vie aeree tipiche dell'asma bronchiale, che evolvono in alterazioni anatomopatologiche caratteristiche.

## Anatomia patologica

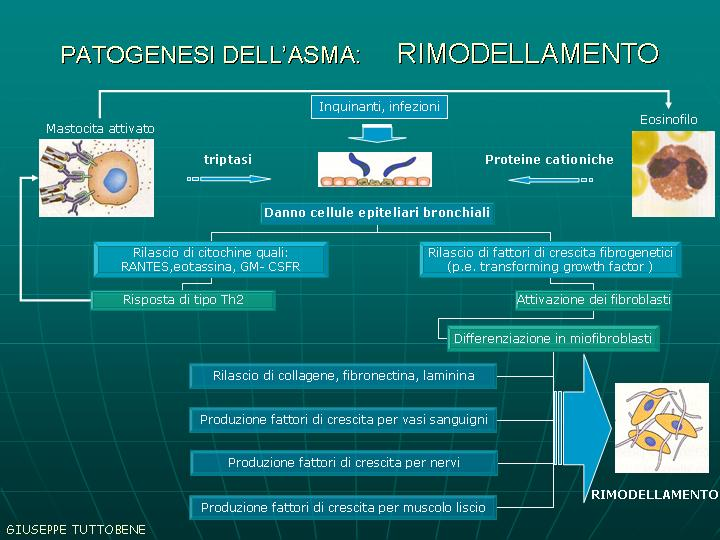
Schema dei processi di rimodellamento delle vie aeree nell'asma

L'asma è una malattia infiammatoria cronica che colpisce le vie aeree.
L'infiammazione delle vie aeree del paziente asmatico si caratterizza per l'infiltrazione di cellule quali gli eosinofili, i mastociti ed i linfociti T. A questa infiltrazione si associano alterazioni strutturali delle vie aeree ed in particolare desquamazione dell'epitelio, ispessimento della membrana basale sottoepiteliale ed incremento della vascolarizzazione della parete bronchiale. L'insieme di questi fenomeni prende il nome di iperreattività bronchiale. Questo stato infiammatorio, a dispetto dell'andamento fluttuante dei sintomi, è persistente nel tempo.

## Patogenesi

### Ruolo degli eosinofili
I leucociti eosinofili sono probabilmente le cellule più caratteristiche del processo flogistico che si instaura nell'asma. Oltre ad essere presenti a livelli superiori alla norma a livello delle vie respiratorie interessate dai fenomeni di iperreattività, essi rilasciano proteine basiche dotate della capacità di danneggiare le cellule epiteliali. Rilasciano inoltre fattori di crescita che svolgono un ruolo di primo piano nei processi di riparazione e di rimodellamento delle vie aeree e fra questi le interleuchine IL-3, IL-4 ed il fattore stimolante le colonie dei macrofagi (GM-CSF). Sono anche una ricca fonte di fattori fibrogenici, ed in particolare del fattore di crescita noto come TGF-beta.

### Ruolo dei mastociti
I mastociti vengono attivati da allergeni, tramite i recettori IgE affini, oppure da stimoli osmotici. Una volta attivati i mastociti mostrano segni di degranulazione. Sono in particolare i mastociti delle vie aeree centrali, i primi ad entrare in contatto con gli allergeni inalati, ad attivarsi e degranulare.
Quando degranulano i mastociti attivati (come pure gli eosinofili) rilasciano mediatori proinfiammatori che causano danni tissutali ed interagiscono con altri tipi di cellule. I mastociti rilasciano istamina, prostaglandina D2, cisteinil-leucotrieni, triptasi, ed esprimono le interleuchine IL-4, IL-5, IL-6 e il tumor necrosis factor (TNF-α).

### Ruolo dei linfociti T
I linfociti T svolgono un ruolo chiave in quanto tramite la produzione di diverse citochine sono in grado di agire sulle altre cellule infiammatorie e ne modulano l'attività.

### Altre cellule

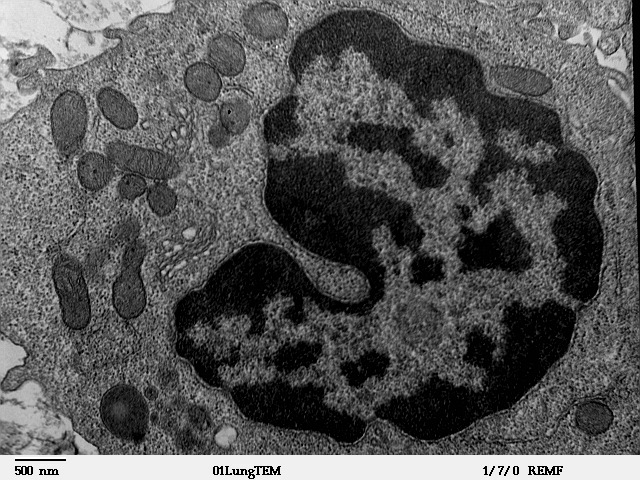
Macrofago alveolare visto al microscopio elettronico.

Macrofagi: rilasciano mediatori infiammatori e citochine regolando la risposta pro ed anti infiammatoria delle vie aeree.

Cellule dendritiche: legano gli antigeni alla superficie delle vie respiratorie e migrano ai linfonodi regionali.
Ne esistono diversi sottotipi che interagendo con i linfociti T regolatori stimolano, a partire dai linfociti T nativi, diverse linee di cellule T, come le TH1, le TH2 e le cellule TReg, incluse le TH1Reg e le cellule TH2Reg. Appare quindi chiaroche le cellule dendritiche si comportanocome efficaci induttori di tutte le risposte immunitarie, e sono in grado di indurre sia una risposta immunitaria produttiva che di mantenere lo stato di tolleranza agli antigeni self e ad allergeni.

Cellule epiteliali, cellule muscolari lisce, cellule endoteliali, fibroblasti e miofibroblasti: tutte queste cellelule strutturali delle vie aeree sono in grado di produrre tutta una serie di mediatori infiammatori e contribuire alla persistenza dell'infiammazione. I fibroblasti in particolare possono produrre fattori connettivali (ad esempio collagene e proteoglicani) coinvolti nel rimodellamento delle vie aeree.

### Mediatori dell'infiammazione
Dopo la sensibilizzazione a un allergene inalatorio viene indotto lo sviluppo di cellule T helper antigene-specifiche di tipo II (Th2). I linfociti T si vengono a suddividere in linfociti di tipo 1 e linfociti di tipo 2. I linfociti di tipo 1 producono interferone γ (IFN-γ), cruciale nell'attivazione dei macrofagi. I linfociti Th2 rilasciano citochine specifiche, interleuchine IL-4, IL-5, IL-9, IL-13 e il GM-CSF. Nei soggetti asmatici prevalgono i linfociti di tipo 2 e quindi la risposta infiammatoria immunitaria.

L'interleuchina -4 (IL-4) svolge un ruolo centrale nella patogenesi dell'asma. Induce infatti la crescita delle cellule B ed aumenta la capacità di presentazione dell'antigene da parte delle stesse. Stimola inoltre i fibroblasti e le cellule mucosecernenti coinvolte nella patogenesi del rimodellamento delle vie aeree.

L'interleuchina -13 (IL-13) svolge un'azione molto simile a quella dell'IL-4.

L'IL-5 riveste invece il ruolo di citochina principalmente coinvolta nella attivazione degli eosinofili, le cellule chiave nella patogenesi dell'infiammazione
allergica.

L'IL-9 gioca un ruolo centrale nell'iperplasia delle cellule mucipare, così come nella produzione e nella differenziazione dei mastociti.
Esse consistono essenzialmente in:
- Ispessimento della membrana basale per deposizione di collagene interstiziale e fibronectina.
- Ipertrofia e iperplasia della componente muscolare liscia.
- Ipertrofia e iperplasia delle cellule caliciformi e delle ghiandole sottomucose.

In corso di asma bronchiale si osserva un aumento di deposizione di collagene e di fibronectina a livello della lamina reticolare della membrana basale dell'epitelio bronchiale ad opera dei miofibroblasti attivati, derivanti dai fibroblasti che si trovano subito al di sotto di quest'ultimo.
Nel determinare queste modificazioni sembra di fondamentale importanza il cronico tentativo di riparazione del danno epiteliale (determinato da inquinanti o infezioni) e la eccessiva produzione di citochine (p.e. TGF-α) ad attività stimolante la proliferazione e la differenziazione dei fibroblasti in miofibroblasti.
Queste cellule a loro volta secernono fattori di crescita per le cellule muscolari lisce e varie citochine che promuovono l'aumento della permeabilità vascolare e l'aumento della rete neurale.
Tutte queste alterazioni in definitiva determinano un ispessimento della parete bronchiale e quindi una condizione di ostruzione bronchiale non reversibile.